# Corignac
Corignac ist eine südwestfranzösische Gemeinde mit 328 Einwohnern (Stand: 1. Januar 2022) im Département Charente-Maritime in der Region Nouvelle-Aquitaine (vor 2016 Poitou-Charentes). Sie gehört zum Arrondissement Jonzac und zum Kanton Les Trois Monts. Die Einwohner werden Corignacois genannt.

## Lage
Corignac liegt im Süden der Saintonge etwa 55 Kilometer nordnordöstlich von Bordeaux. Umgeben wird Corignac von den Nachbargemeinden Montendre im Norden, Jussas im Norden und Nordosten, Chepniers im Osten, Bussac-Forêt im Südosten und Süden sowie Donnezac im Westen.

## Bevölkerungsentwicklung
| Jahr                       | 1962 | 1968 | 1975 | 1982 | 1990 | 1999 | 2006 | 2019 |
| Einwohner                  | 224  | 194  | 179  | 211  | 230  | 260  | 321  | 348  |
| Quellen: Cassini und INSEE |      |      |      |      |      |      |      |      |

## Sehenswürdigkeiten

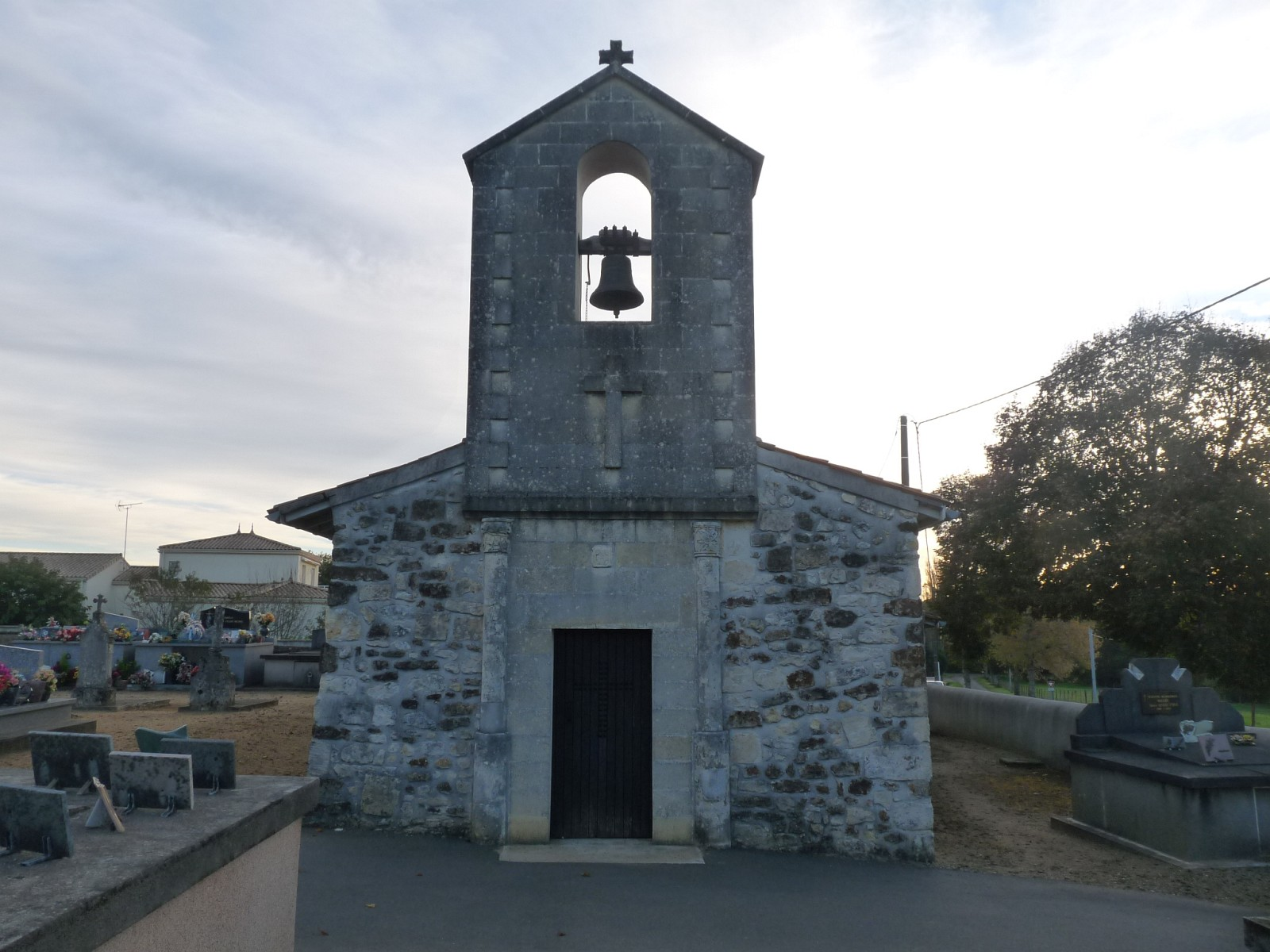
Kirche Notre-Dame-de-l'Assomption

- Kirche Notre-Dame-de-l'Assomption